# QUEST
QUEST (QUaternion ESTimator) è un algoritmo che risolve il problema di Wahba, determinando una rotazione tra due sistemi di coordinate in base a due insiemi di osservazioni provenienti da ciascuno di essi. L'idea chiave alla base dell'algoritmo consiste nell'esprimere la funzione costo del problema di Wahba in forma quadratica, usando il teorema di Hamilton-Cayley e il metodo delle tangenti per determinare efficientemente una soluzione al problema agli autovalori e costruire una rappresentazione numericamente stabile della soluzione.
L'algoritmo fu introdotto nel 1981 da Malcolm D. Shuster, allora impiegato presso la Computer Sciences Corporation. Pur essendo in principio meno robusto rispetto ad altri algoritmi, come il metodo q di Davenport o la decomposizione ai valori singolari, QUEST è significativamente più rapido e allo stesso tempo affidabile in applicazioni pratiche, e ha applicazioni in problemi di determinazione dell'assetto in robotica e avionica.